# 방구누섬

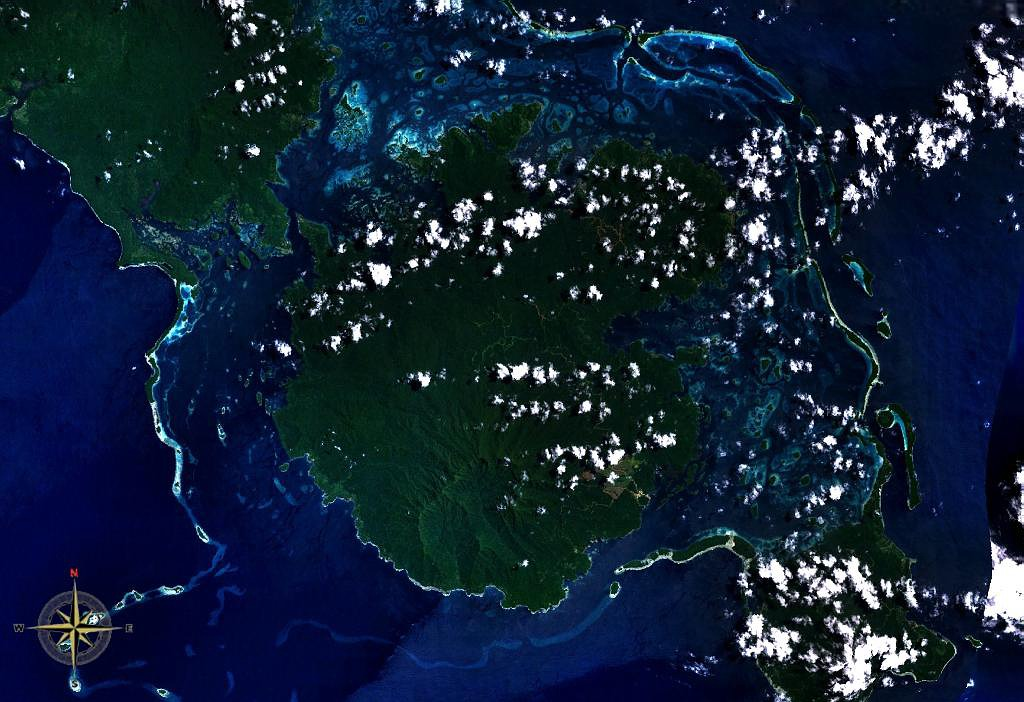
우주에서 본 방구누섬

방구누섬(Vangunu Island)는 솔로몬 제도 뉴조지아 제도에 속하는 섬으로, 뉴조지아섬과 플로리다 제도 사이에 위치한다. 면적은 509km2, 인구는 2,212명(1999년 기준)이며 최고점은 1,082m이다.